# Jonelle Allen
Jonelle Allen (New York, 18 luglio 1944) è un'attrice, cantante e ballerina statunitense.

## Biografia
È nota grazie a molti film e serie televisive, tra le quali La signora del West, in cui interpreta Grace per tutte e sei le stagioni della serie.
Ha preso parte a due episodi di E.R. - Medici in prima linea (Foreign Affairs & Rescue Me) nel ruolo di Debbie Marlin ed ha interpretato Linda Talbot nell'episodio The Count of Monty Tasco di Hill Street Blues.

## Vita privata
È stata sposata con Richard Grimmon dal 1998 al 2001.

## Filmografia parziale

### Cinema
- The Cross and the Switchblade, regia di Don Murray (1970)
- Pupe calde e mafia nera (Cotton Comes to Harlem), regia di Ossie Davis (1970)
- Harlem detectives (Come Back, Charleston Blue), regia di Mark Warren (1972)
- The River Niger, regia di Krishna Shah (1976)
- Next Time, regia di Alan L. Fraser (1998)
- Blues for Red, regia di Jennifer Haskin-O'Reggio (1999)
- Flossin, regia di Jimmy Bridges e Todd Bridges (2001)
- Mr. Barrington, regia di Dana Packard (2003)
- As Seen on TV, regia di Ryan Sage – cortometraggio (2005)
- Float, regia di Johnny Asuncion (2008)

### Televisione
- Wide World Mystery – serie TV, 1 episodio (1974)
- Pepper Anderson agente speciale (Police Woman) – serie TV, 2 episodi (1974-1975)
- Sulle strade della California (Police Story) – serie TV, 2 episodi (1975)
- Barney Miller – serie TV, 1 episodio (1975)
- Foster and Laurie, regia di John Llewellyn Moxey – film TV (1975)
- Cage Without a Key, regia di Buzz Kulik – film TV (1975)
- The American Woman: Portraits of Courage, regia di Robert Deubel – film TV (1976)
- Joe Forrester – serie TV, 1 episodio (1976)
- Arcibaldo (All in the Family) – serie TV, 1 episodio (1978)
- Love Boat (The Love Boat) – serie TV, 1 episodio (1978)
- What's Happening!! – serie TV, 1 episodio (1978)
- Vampire, regia di E.W. Swackhamer – film TV (1979)
- Time Out – serie TV, 1 episodio (1979)
- Brave New World, regia di Burt Brinckerhoff – film TV (1980)
- Palmerstown, U.S.A. – serie TV, 11 episodi (1980-1981)
- Trapper John (Trapper John, M.D.) – serie TV, 1 episodio (1982)
- Victims, regia di Jerrold Freedman – film TV (1982)
- New York New York (Cagney & Lacey) – serie TV, 2 episodi (1983-1984)
- Hotel New Hampshire (The Hotel New Hampshire), regia di Krishna Shah - film TV (1984)
- Hill Street giorno e notte (Hill Street Blues) – serie TV, 1 episodio (1984)
- La notte di Halloween (The Midnight Hour), regia di Jack Bender – film TV (1985)
- Berrenger's – serie TV, 11 episodi (1985)
- The Penalty Phase, regia di Tony Richardson – film TV (1986)
- Le notti del lupo (Werewolf) – serie TV, 1 episodio (1987)
- I viaggiatori delle tenebre (The Hitchhiker) – serie TV, 1 episodio (1987)
- Generations – serie TV, 1 episodio (1989)
- Grave Secrets: The Legacy of Hilltop Drive, regia di John Patterson – film TV (1992)
- The Royal Family – serie TV, 1 episodio (1992)
- La signora del West (Dr. Quinn, Medicine Woman) – serie TV, 106 episodi (1993-1998)
- The Eddie Files – serie TV, 1 episodio (1997)
- Twice in a Lifetime – serie TV, 1 episodio (1999)
- Dr. Quinn - Il film (Dr. Quinn Medicine Woman: The Movie), regia di James Keach – film TV (1999)
- E.R. - Medici in prima linea (ER) – serie TV, 2 episodi (2000-2003)
- Squadra Med - Il coraggio delle donne (Strong Medicine) – serie TV, 1 episodio (2002)
- Girlfriends – serie TV, 1 episodio (2007)